# オールド・コーナー書店
オールド・コーナー書店（オールド・コーナーしょてん、英語: Old Corner Bookstore）は、アメリカ合衆国マサチューセッツ州ボストン中心部にある歴史的商業ビル。フリーダムトレイル沿いのワシントン・ストリートおよびスクール・ストリートの交差点に位置する。

## 歴史
1638年、異端としてマサチューセッツ湾植民地を追放されたアン・ハッチンソンの旧邸宅の場所である。1708年、トーマス・クリーズが邸宅を買い取ったが、1711年10月2日に起こったボストン大火災により焼失した。1712年、クリーズは住居および薬局としてこの地に新たな建物を建設した。何世代にもわたり、1階は薬局、2階は住居として様々な薬剤師がこの建物を使用した。1817年、牧師ジェイムズ・フリーマン・クラークの父ドクター・サミュエル・クラークがこの建物を買い取った。
1828年、ティモシー・ハリントン・カーターがジョージ・ブリマーから賃貸され、書店として使用されるようになった。カーターは7千ドルをかけて窓などを含む店舗を改修した。

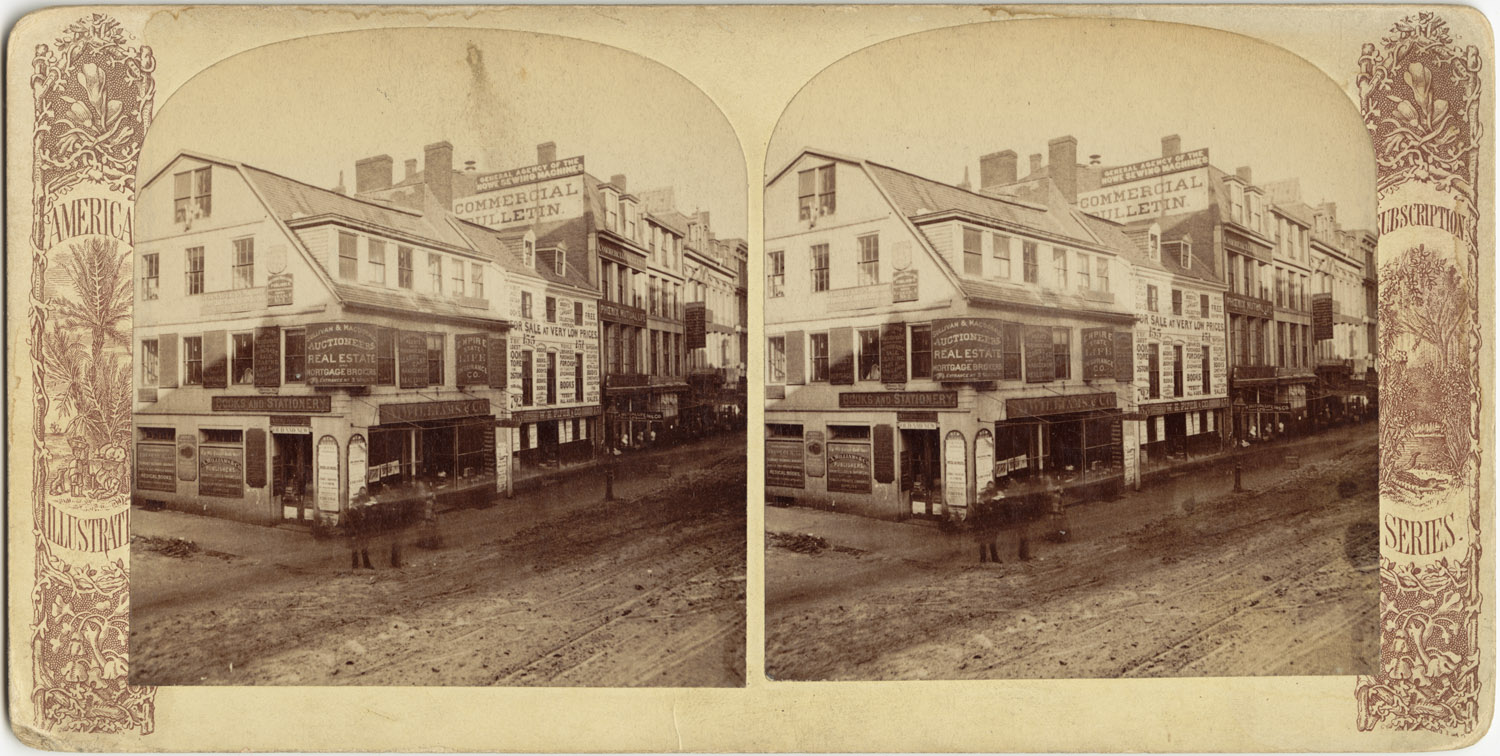
19世紀

1832年から1865年、ウィリアム・ティックナーが創立し、のちにジェイムズ・トーマス・フィールズと提携することとなった出版社ティックナー&フィールズが入居していた。19世紀、全米でも最も重要な出版社の1つとなり、オールド・コーナー書店はヘンリー・ワズワース・ロングフェロー、ラルフ・ワルド・エマーソン、ナサニエル・ホーソーン、チャールズ・ディケンズ、オリバー・ウェンデル・ホームズ・シニアなどの作家の打ち合わせ場所として使用されていた。ティックナー&フィールズは建物全体を賃貸で借用していたが、一角のみを店舗として使用していた。2階およびスクール・ストリート沿いの1階は他者に貸し出していた。ティックナー没後、フィールズは書籍販売よりも出版に力を入れることを望んだ。1864年11月12日、フィールズはオールド・コーナー書店をE・P・ダットンに売却し、ティックナー&フィールズはトレモント・ストリートに移転した。以降、他の出版社や書店がオールド・コーナー書店に入居している。
1890年代、この書店では以下の雑誌を取り扱っていた: 『Arena 』、『アーゴシー』、『Army and Navy Journal 』、『Art 』、『Art Amateur 』、『The Atlantic 』、『Black Cat 』、『Bookman 』、『Bradley His Book 』、『Catholic World 』、『The Century Magazine 』、『The Chap-Book 』、『The Church 』、『The Churchman 』、『Current Literature 』、『Donahoe's Magazine 』、『Every Month 』、『Forum 』、『Gunton's Magazine 』、『ハーパーズ バザー』、『Harper's Round Table 』、『Harper's Weekly 』、『Home and Country 』、『Judge 』、『Ladies' Home Journal 』、『Frank Leslie's Popular Monthly 』、『Leslie's Weekly 』、『ライフ』、『Lippincott's Monthly Magazine 』、『en:Munsey's Magazine 』、『en:The Nation 』、『en:North American Review 』、『Outing 』、『Pocket Magazine 』、『Poet Lore 』、『Public Opinion 』、『Outlook 』、『Puck 』、『Puritan 』、『Red Letter 』、『Review of Reviews 』、『サイエンティフィック・アメリカン』、『Scribner's Magazine 』、『Shoppell's 』、『St. Nicholas Magazine 』、『Town Talk 』、『Truth 』、『ヴォーグ』、『What to Eat 』、『Yale Review 』、『Youth's Companion 』

## 保存
1960年、取り壊しの危機に直面したが、ヒストリック・ボストンが10万ドルで買い取り難を逃れた。ヒストリック・ボストンはボストン近郊の特徴ある建物の歴史や文化の復興を目指す不動産組織および非営利保存団体であり、市の現在および未来に重要な役割を担っている。この建物はアメリカ合衆国国家歴史登録財に認定され、ボストン・ランドマーク委員会からボストン・ランドマークに認定された。

## 近年の入居者
1982年から1997年の16年間、オールド・コーナー書店の一部門であるグローブ・コーナー書店が入居し、主に旅行ガイド本や地図などを取り扱っていた。1998年から2002年、『ボストン・グローブ』紙の会社が入居し、関連商品や土産物などを販売していた。
2005年から2009年、全米チェーンのディスカウント・ジュエリー店であるウルトラ・ダイアモンドが入居していたが、破産により閉店した。その後短期間、ノース・ベネット・ストリート・スクールの生徒および教師の作品のショールームとして使用されていた。現在、チポトレ・メキシカン・グリルが入居し、フリーダム・トレイルおよびウーマンズ・ヘリテイジ・トレイルの一部として知られている。

## ギャラリー

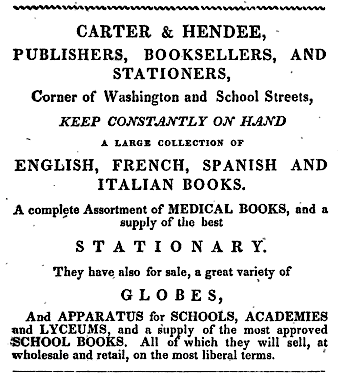
1832年、カーター&ヘンディの広告。
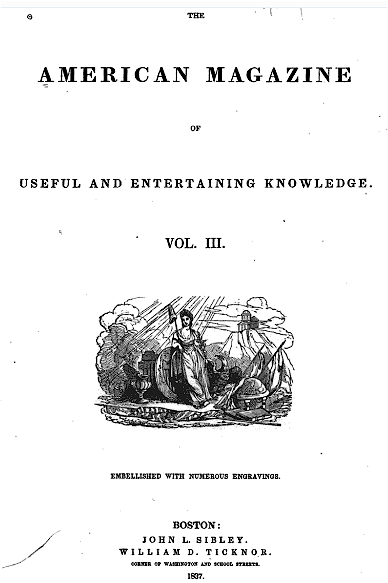
1837年、『American Magazine of Useful and Entertaining Knowledge 』第3版(ジョン・L・シブリー、ウィリアム・D・ティックナー出版)。
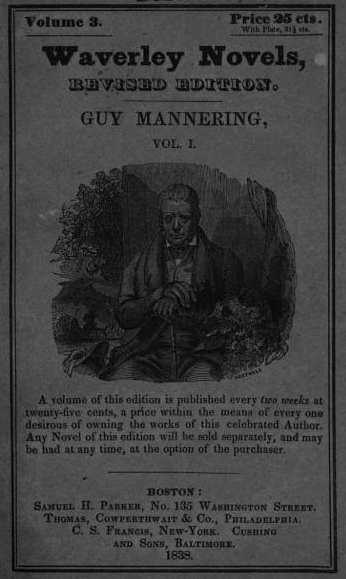
1838年、ウォルター・スコット著『Guy Mannering 』(サミュエル・H・パーカー出版)。
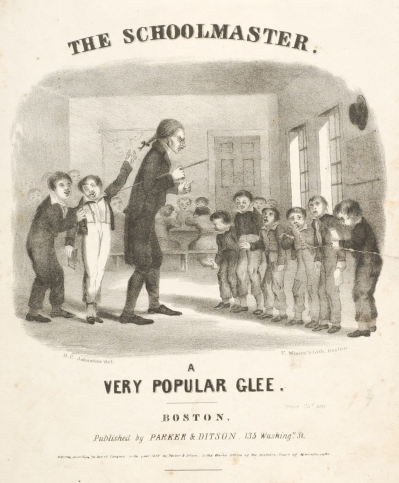
1839年、楽譜(パーカー&ディッソン出版、デイヴィッド・クレイプール・ジョンソン画)。
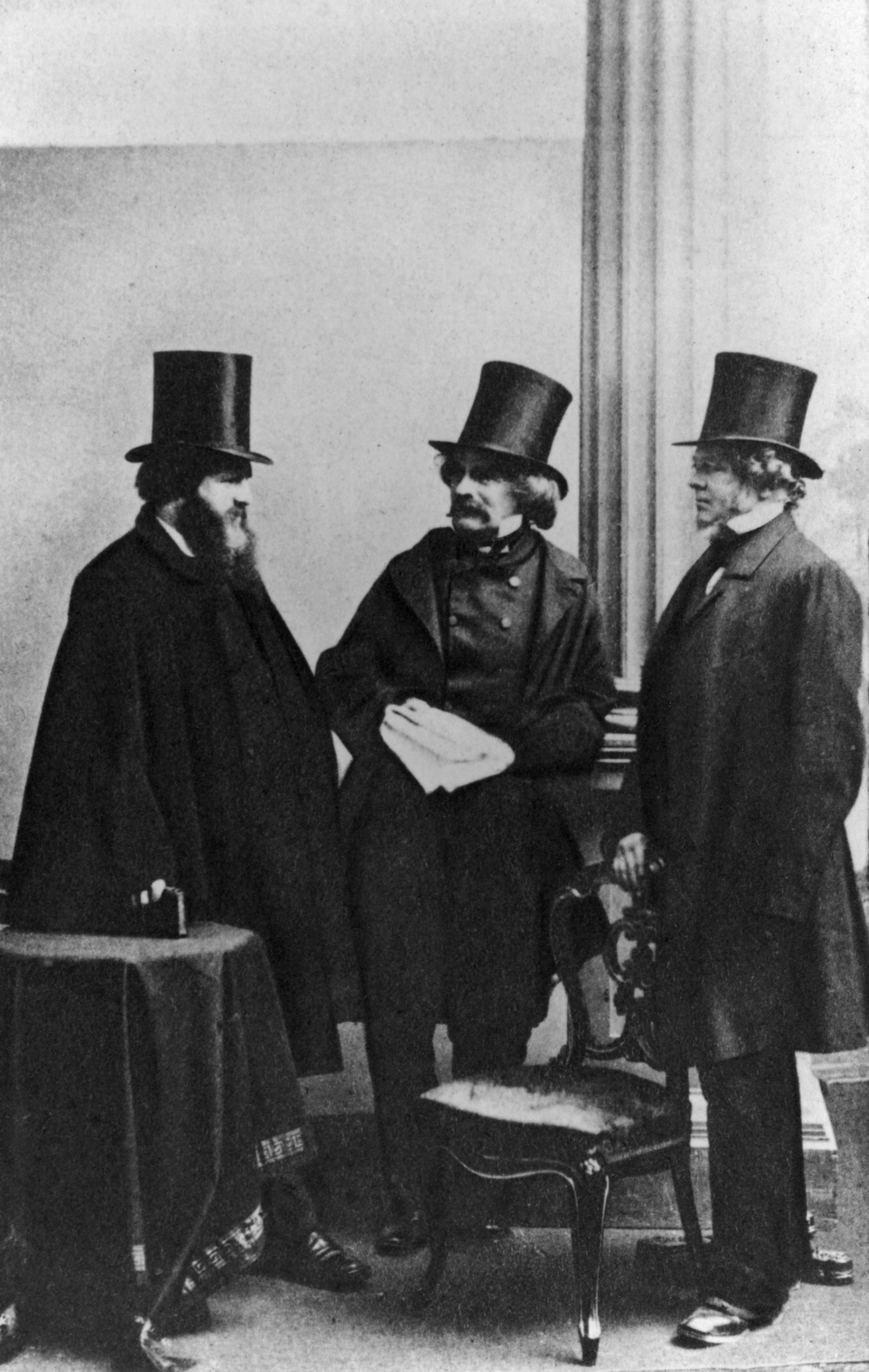
1860年代、フィールズ、ホーソーン、ティックナー。
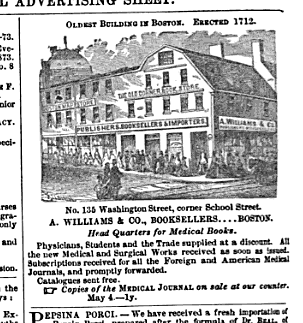
1872年、A・ウィリアムズ社の広告。
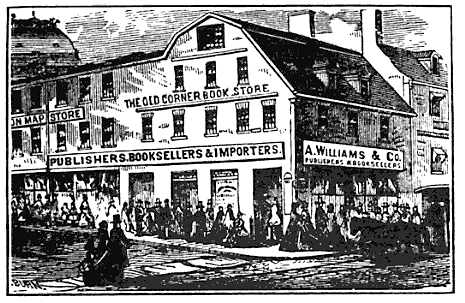
19世紀、A・ウィリアムズ社。
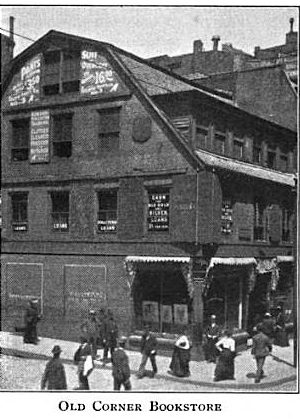
19世紀から20世紀頃。
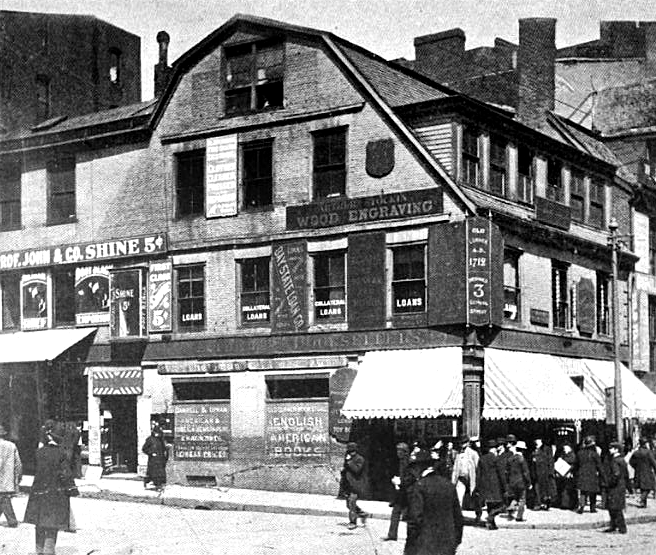
1904年頃。